# Formule 3000/2003
Het Formule 3000 seizoen van 2003 was het 19de FIA Formula 3000 International Championship seizoen, en startte op 19 april 2003. Er werden tien races gehouden.

## Kalender
|     | Datum        | Land                | Circuit     | Winnaar            | Pole-Position     | Snelste ronde      |
| --- | ------------ | ------------------- | ----------- | ------------------ | ----------------- | ------------------ |
| 1.  | 20 april     | San Marino          | Imola       | Björn Wirdheim     | Björn Wirdheim    | Björn Wirdheim     |
| 2.  | 3 mei        | Spanje              | Barcelona   | Giorgio Pantano    | Giorgio Pantano   | Giorgio Pantano    |
| 3.  | 17 mei       | Oostenrijk          | Spielberg   | Ricardo Sperafico  | Ricardo Sperafico | Björn Wirdheim     |
| 4.  | 31 mei       | Monaco              | Monte Carlo | Nicolas Kiesa      | Björn Wirdheim    | Björn Wirdheim     |
| 5.  | 28 juni      | Europa              | Nürburgring | Enrico Toccacelo   | Björn Wirdheim    | Björn Wirdheim     |
| 6.  | 5 juli       | Frankrijk           | Magny-Cours | Giorgio Pantano    | Giorgio Pantano   | Giorgio Pantano    |
| 7.  | 19 juli      | Verenigd Koninkrijk | Silverstone | Björn Wirdheim     | Björn Wirdheim    | Björn Wirdheim     |
| 8.  | 2 augustus   | Duitsland           | Hockenheim  | Ricardo Sperafico  | Ricardo Sperafico | Björn Wirdheim     |
| 9.  | 23 augustus  | Hongarije           | Hungaroring | Patrick Friesacher | Vitantonio Liuzzi | Patrick Friesacher |
| 10. | 13 september | Italië              | Monza       | Björn Wirdheim     | Björn Wirdheim    | Björn Wirdheim     |

## Eindstand: FIA Formula 3000 Internationaal Kampioenschap voor rijders
De puntenverdeling per race: 10 punten voor de winnaar, 8 voor de tweede, 6 voor de derde, 5 voor de vierde, 4 voor de vijfde, 3 voor de zesde, 2 voor de zevende en 1 voor de achtste.
| Plaats | Naam                 | Land             | Team                  | Vlag van San Marino | Vlag van Spanje | Vlag van Oostenrijk | Vlag van Monaco | Vlag van Europa | Vlag van Frankrijk | Vlag van Verenigd Koninkrijk | Vlag van Duitsland | Vlag van Hongarije | Vlag van Italië | Totaal |
| ------ | -------------------- | ---------------- | --------------------- | ------------------- | --------------- | ------------------- | --------------- | --------------- | ------------------ | ---------------------------- | ------------------ | ------------------ | --------------- | ------ |
| 1      | Björn Wirdheim       | Zweden           | Arden International   | 10                  | 8               | 8                   | 8               | -               | 8                  | 10                           | 8                  | 8                  | 10              | 78     |
| 2      | Ricardo Sperafico    | Brazilië         | Coloni Motorsport     | 6                   | -               | 10                  | -               | -               | 6                  | 5                            | 10                 | -                  | 6               | 43     |
| 3      | Giorgio Pantano      | Italië           | Durango Formula       | -                   | 10              | 6                   | -               | -               | 10                 | 8                            | 2                  | 5                  | -               | 41     |
| 4      | Vitantonio Liuzzi    | Italië           | Red Bull Junior Team  | 5                   | -               | 5                   | -               | 8               | 5                  | 6                            | 5                  | -                  | 5               | 39     |
| 5      | Patrick Friesacher   | Oostenrijk       | Red Bull Junior Team  | 8                   | -               | -                   | -               | -               | -                  | 4                            | 6                  | 10                 | 8               | 36     |
| 6      | Enrico Toccacelo     | Italië           | Super Nova Racing     | 4                   | 6               | 4                   | -               | 10              | -                  | 3                            | -                  | 2                  | 1               | 30     |
| 7      | Nicolas Kiesa        | Denemarken       | Den Blå Avis          | -                   | -               | 3                   | 10              | 6               | -                  |                              |                    |                    |                 | 20     |
| 7      | Nicolas Kiesa        | Denemarken       | Super Nova Racing     |                     |                 |                     |                 |                 |                    | 1                            | -                  | -                  | -               | 20     |
|        | Jaroslav Janiš       | Tsjechië         | Superfund ISR Charouz | -                   | 5               | -                   | 5               | 3               | -                  | -                            | 1                  | 4                  | 2               | 20     |
| 9      | Townsend Bell        | Verenigde Staten | Arden International   | -                   | -               | 2                   | 3               | -               | -                  | 2                            | 4                  | 6                  | -               | 17     |
| 10     | Raffaele Giammaria   | Italië           | Durango Formula       | 2                   | -               | -                   | 6               | 2               | 1                  | -                            | -                  | 3                  | -               | 14     |
|        | Tony Schmidt         | Duitsland        | Team Astromega        | -                   | 3               | -                   | -               | -               | 4                  | -                            | 3                  | 1                  | 3               | 14     |
| 12     | Yannick Schroeder    | Frankrijk        | Superfund ISR Charouz | 3                   | 1               | -                   | 2               | 5               | 2                  | -                            | -                  | -                  | -               | 13     |
| 13     | Jeffrey van Hooydonk | België           | Team Astromega        | -                   | -               | -                   | 1               | 1               | 3                  | -                            | -                  | -                  | 4               | 9      |
| 14     | Zsolt Baumgartner    | Hongarije        | Coloni Motorsport     | -                   | 2               | -                   | 4               | -               | -                  | -                            | -                  | -                  | -               | 6      |
| 15     | Rob Nguyen           | Australië        | Team BCN F3000        | 1                   | 4               | -                   | -               | -               | -                  | -                            | -                  | -                  | -               | 5      |
| 16     | Derek Hill           | Verenigde Staten | Super Nova Racing     | -                   | -               | -                   | -               | 4               | -                  | -                            | -                  | -                  | -               | 4      |
| 17     | Philip Giebler       | Verenigde Staten | Den Blå Avis          | -                   | -               | 1                   | -               | -               | -                  | -                            | -                  | -                  | -               | 1      |

1985 ·
1986 ·
1987 ·
1988 ·
1989 ·
1990 ·
1991 ·
1992 ·
1993 ·
1994 ·
1995 ·
1996 ·
1997 ·
1998 ·
1999 ·
2000 ·
2001 ·
2002 ·
2003 ·
2004